# تولن (هلند)
تولن (به هلندی: Tholen) یک شهرستان در هلند است که در زیلاند واقع شده‌است. تولن -۱ متر بالاتر از سطح دریا واقع شده‌است.

## خواهرخوانده
شهر Iława خواهرخواندهٔ تولن (هلند) هست.

## نگارخانه

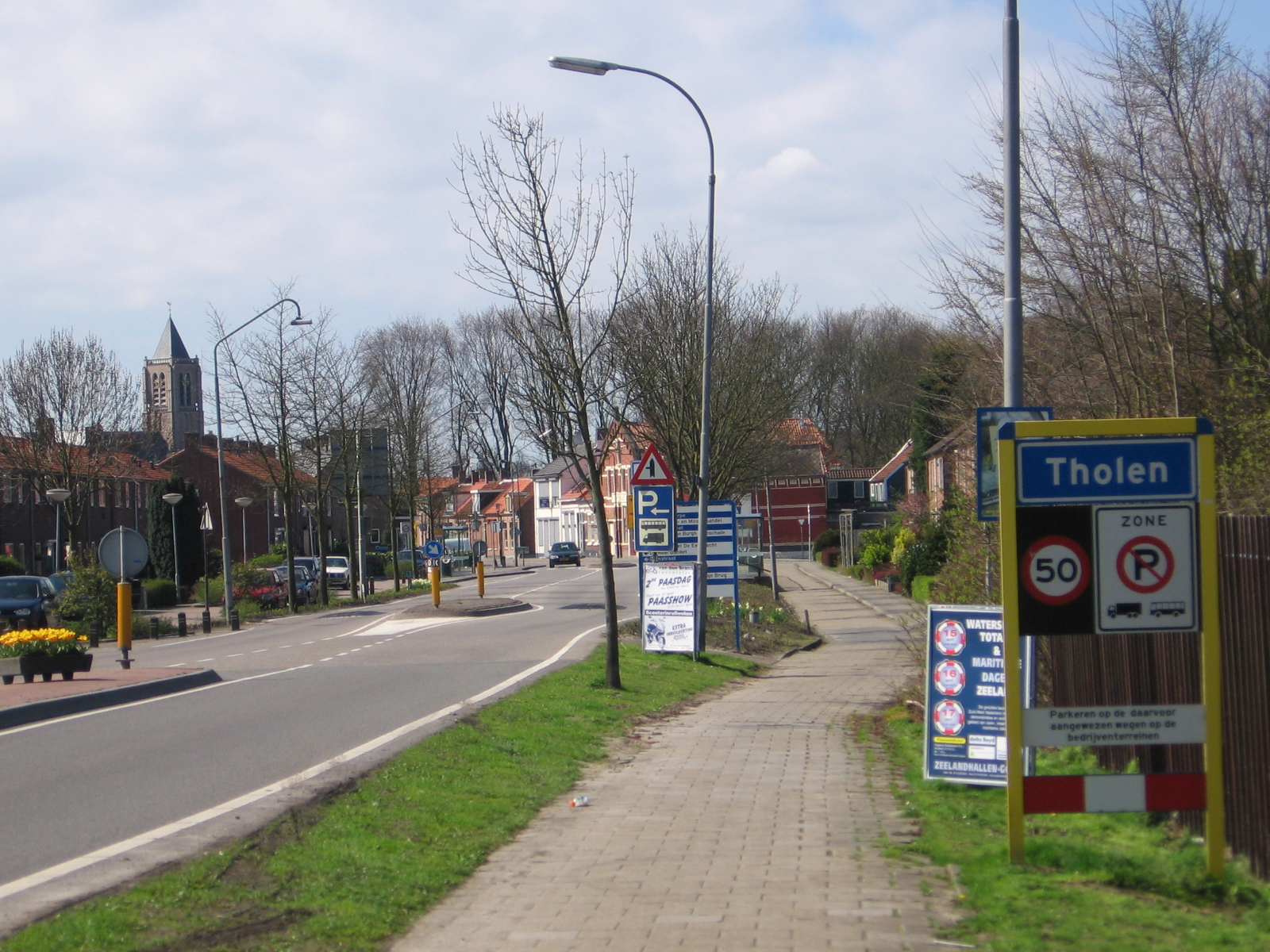
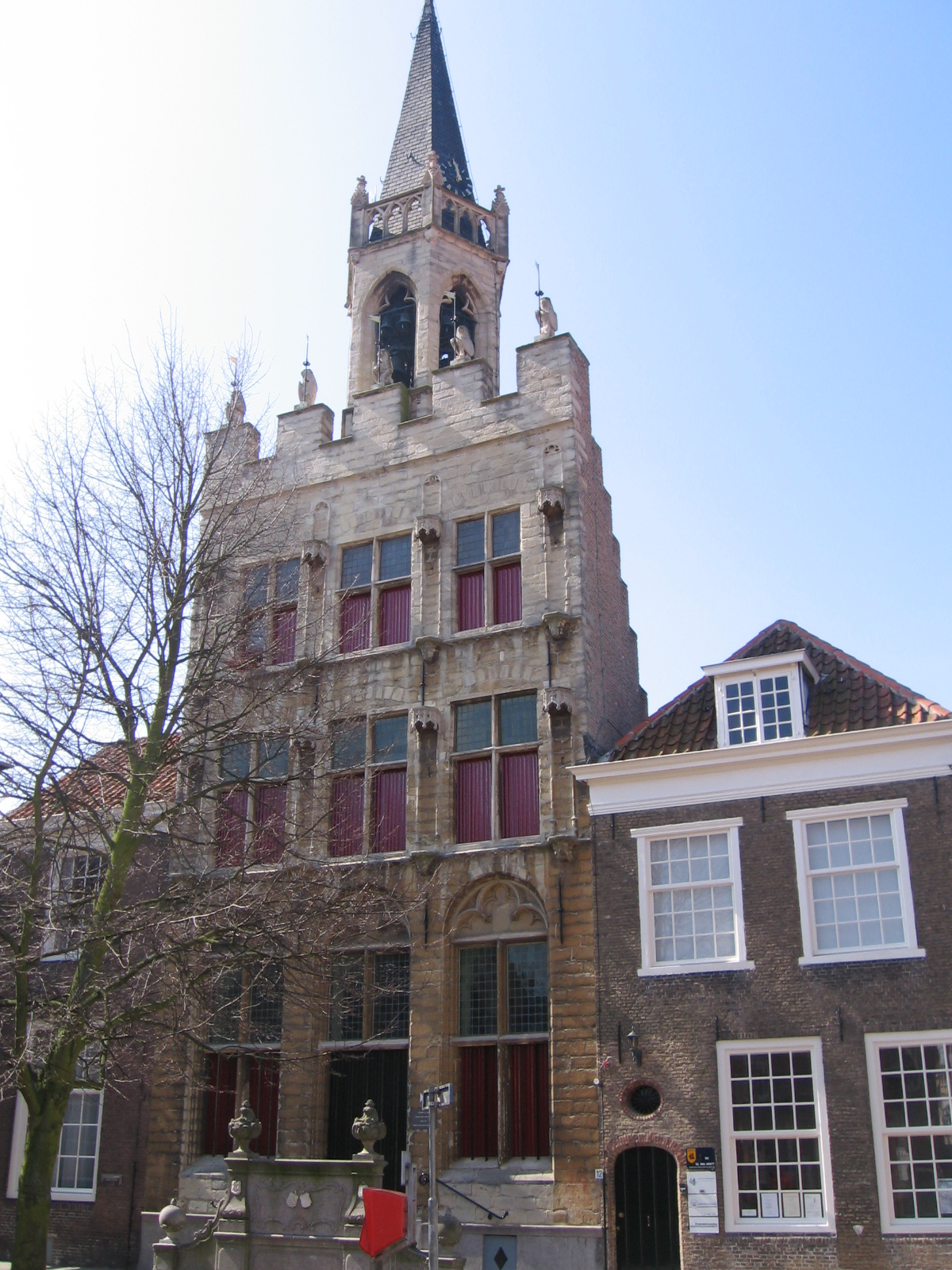
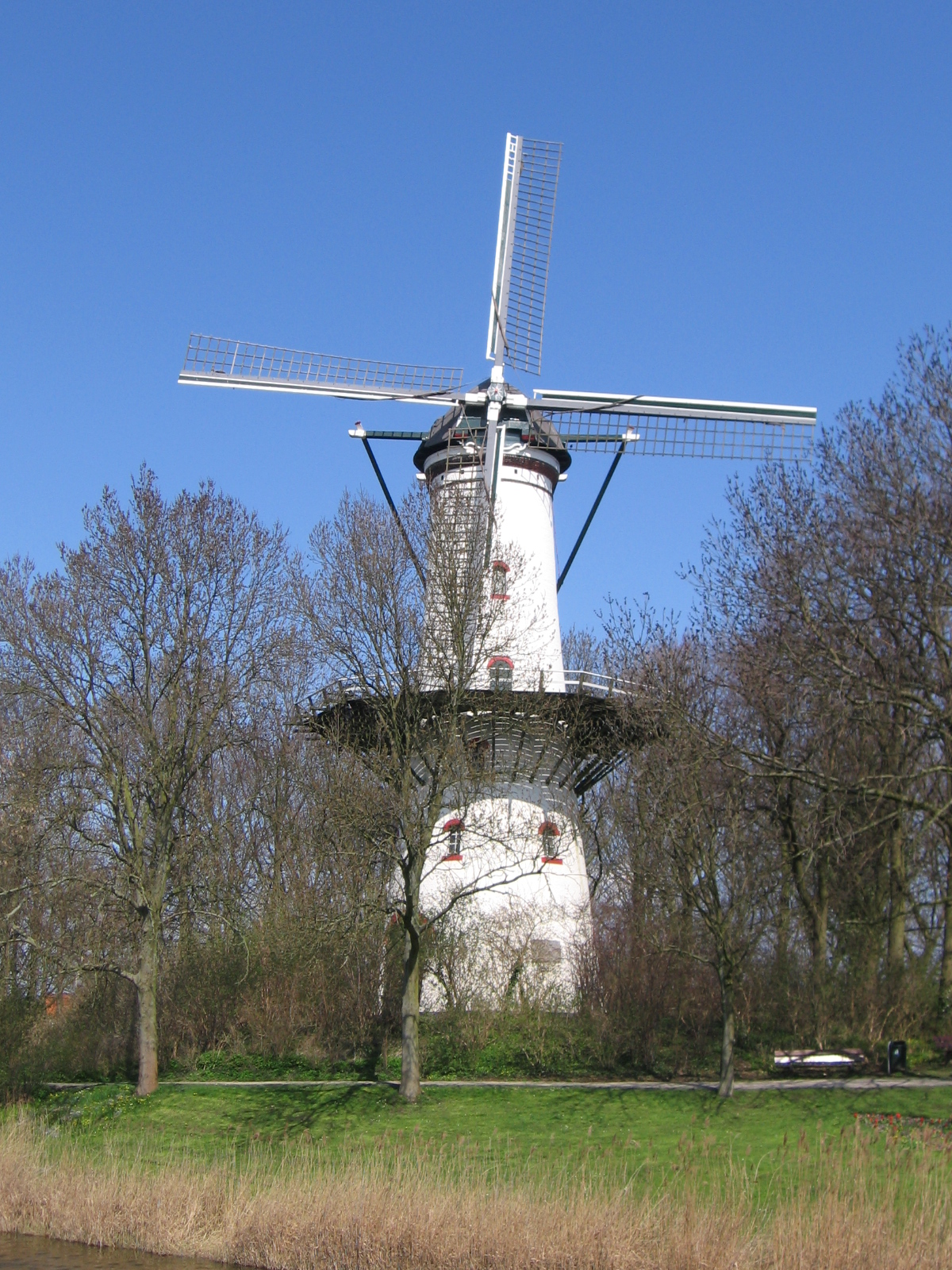
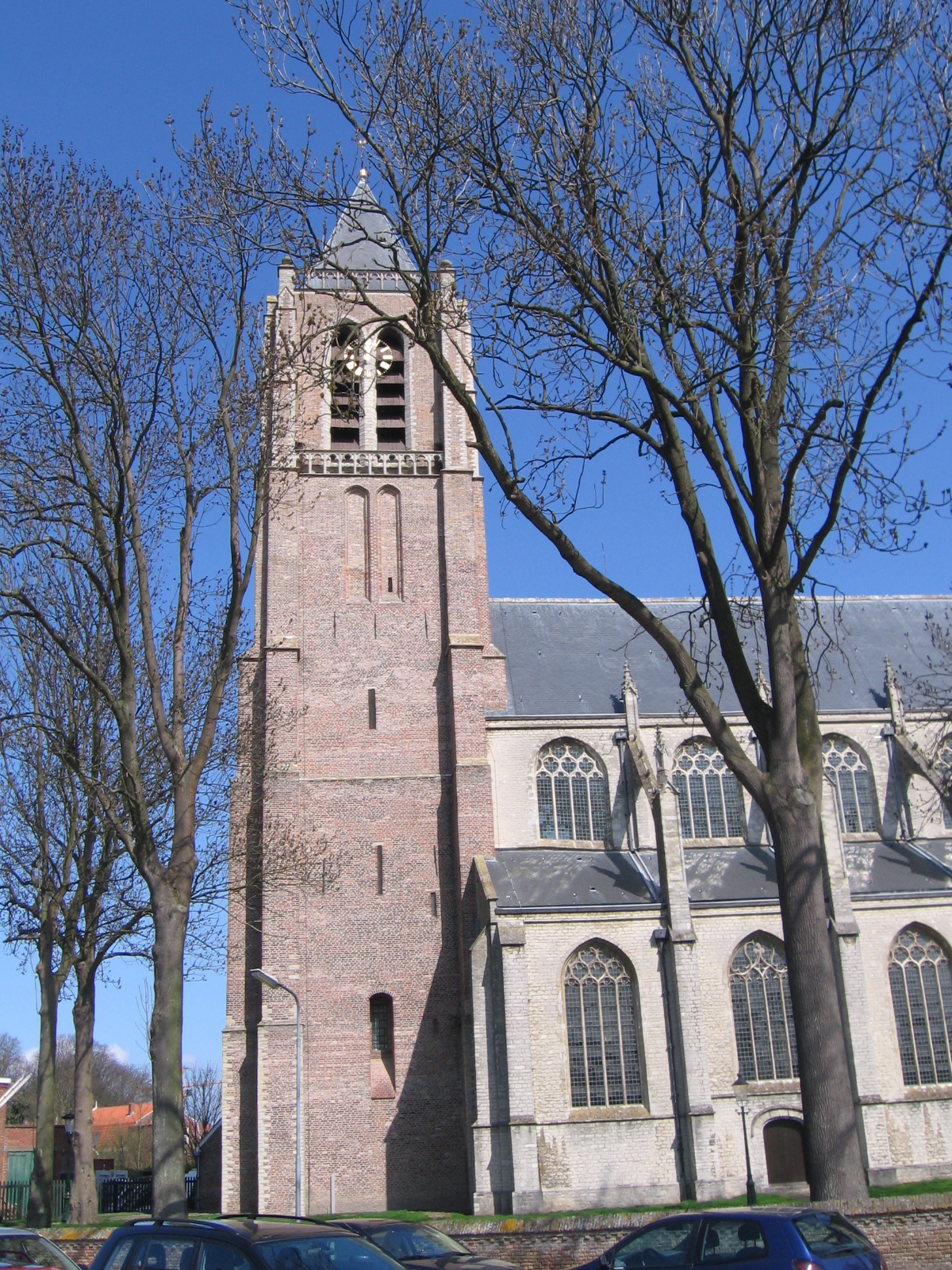
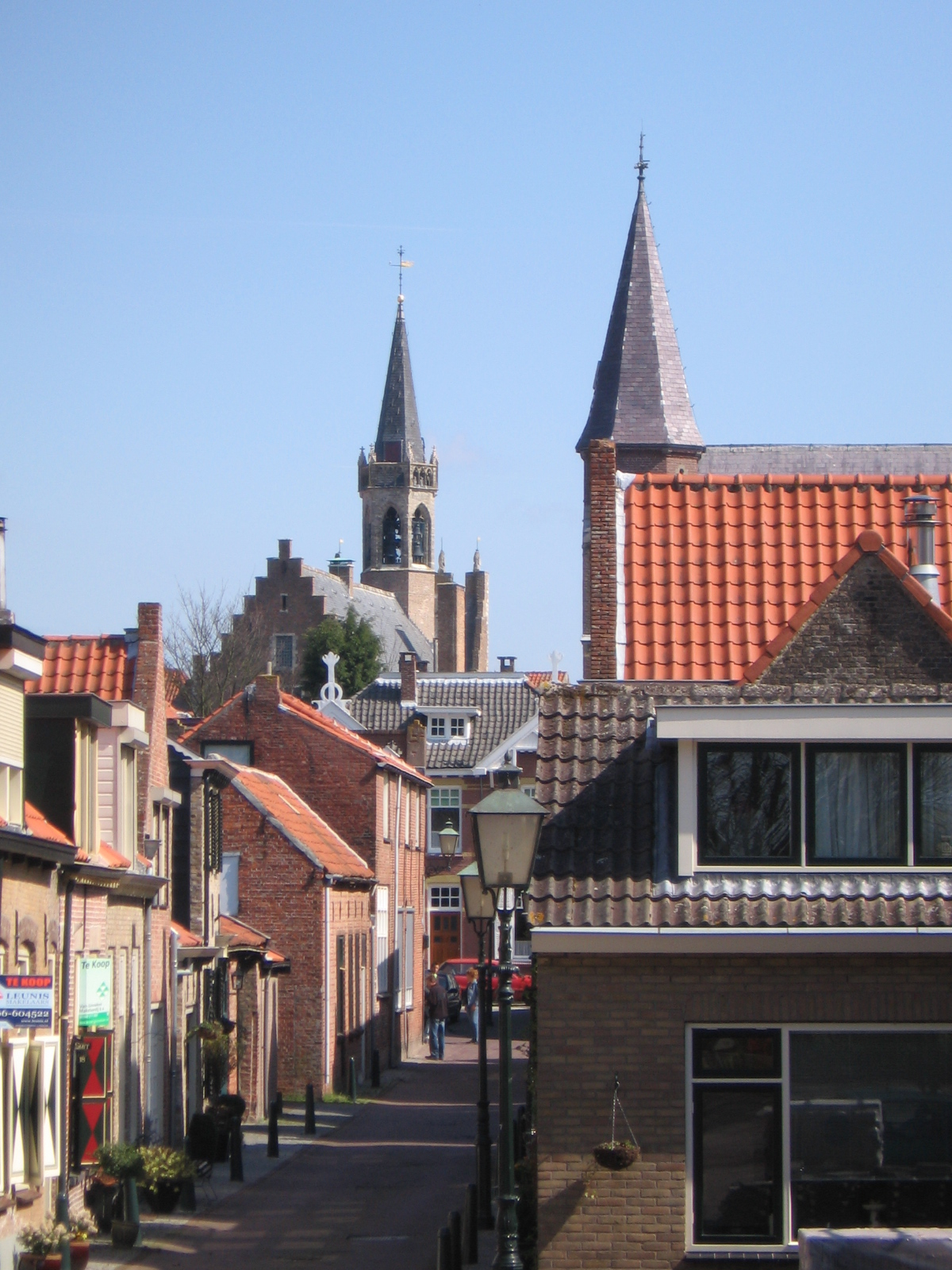
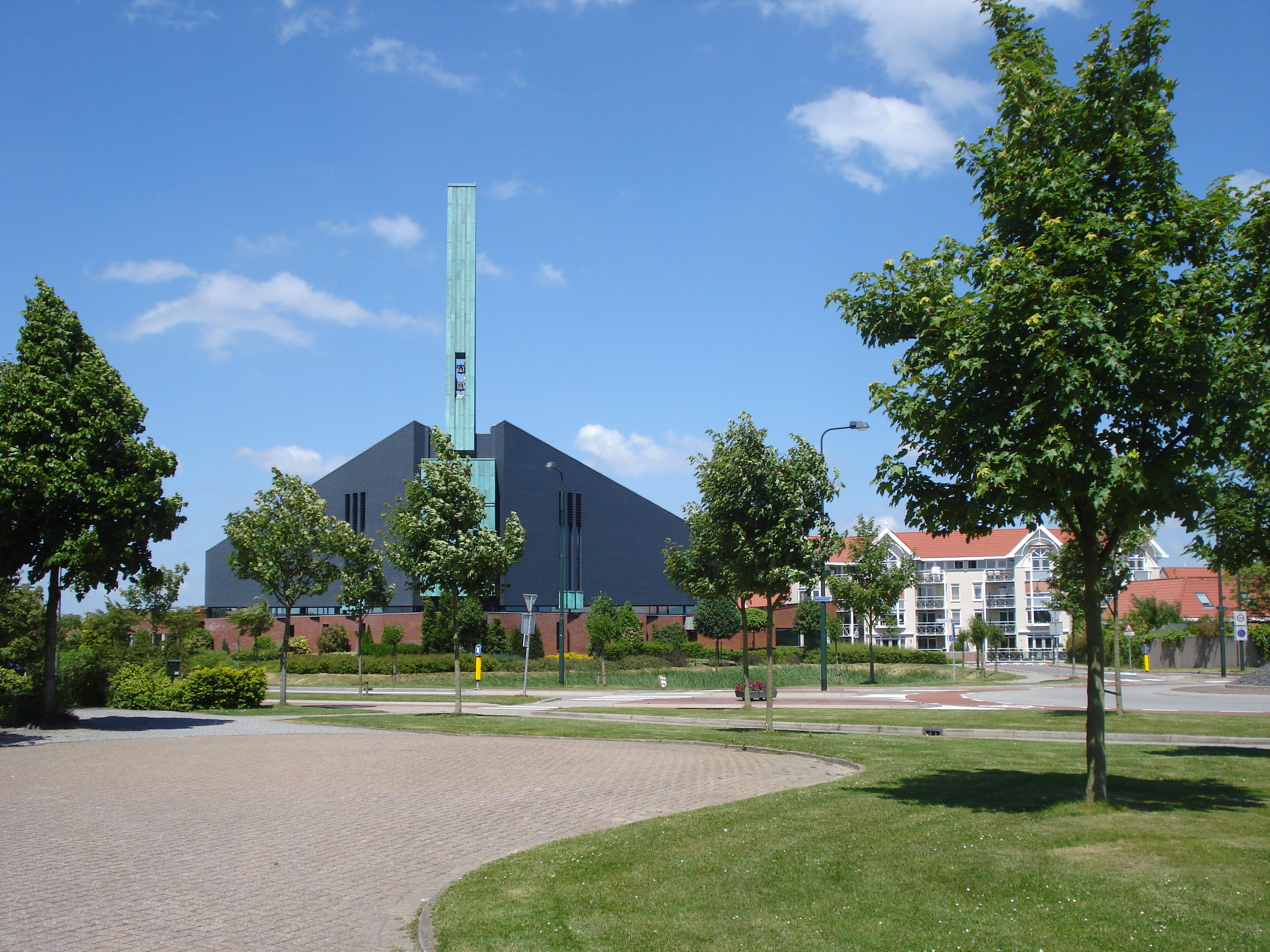